# Rêpêworiworimó
Rêpêworiworimó (Rêpeworiworimó), pleme američkih Indinjanaca iz brazilske države Pará, naseljeno nekada između rijeka Jatapu i Uatumã. Njihovo jezično porijeklo nije poznato.
Protásio Frikel prema Chawiyána informantima opisuje ih kao 'divlje i ratoborno' pleme koje hoda bez ikakve odjeće, i navodi da su učestalo u ratovima s plemenima Chawiyána (Tcháwiyána) i Hichkaruyána.